# Rosa tomurensis
Rosa tomurensis es una especie de planta del género Rosa, de la familia Rosaceae.

## Taxonomía
Rosa tomurensis fue descrita por L. Luo, C. Yu y Q. X. Zhang en 2022.

## Distribución
Se encuentra en el territorio de Sinkiang.